# Luis Mariano Santos Reyero
Luis Mariano Santos Reyero (Cistierna, 26 de junio de 1968) es un político español, alcalde de Cistierna desde junio de 2023. Portavoz del grupo UPL-Soria ¡Ya! en las Cortes de Castilla y León desde 2022 y procurador de Unión del Pueblo Leonés desde mayo de 2015.

## Biografía
Nativo de Cistierna, Luis Mariano Santos es licenciado en Ciencias Políticas y Sociología por la Universidad Complutense de Madrid, máster en Dirección de Recursos Humanos y máster en Prevención de Riesgos Laborales.

## Carrera política
Luis Mariano Santos Reyero es actualmente el Secretario General del partido político Unión del Pueblo Leonés, cargo que ocupa desde el año 2017, siendo además procurador en las Cortes de Castilla y León por UPL desde el año 2015, siendo actualmente portavoz del grupo parlamentario UPL-Soria ¡Ya!, que comparten la Unión del Pueblo Leonés y Soria ¡Ya!.
Asimismo, Luis Mariano Santos ha sido presidente de la Mancomunidad Alto Esla-Cea y durante doce años concejal de esta formación en Cistierna. Militante de UPL desde 1993, durante seis años fue Secretario de Organización de UPL, siendo elegido en 2017 Secretario General del Partido, habiendo sido previamente designado, en 2015, como cabeza de lista por la provincia de León en las elecciones autonómicas de mayo de 2015, logrando el acta de procurador en las Cortes autonómicas.
Posteriormente, Luis Mariano Santos logró revalidar sucesivamente en 2019 y en 2022 el puesto de procurador en Cortes, logrando la UPL en las elecciones autonómicas de 2022, ya bajo su liderazgo, el mejor resultado autonómico en 20 años, volviendo a tener tres procuradores en Cortes, y logrando ser la fuerza más votada en la ciudad de León y en todo su alfoz en estos comicios, así como en la Montaña Oriental y el Páramo, registrando además un notable ascenso en votos en Zamora y Salamanca, en las que UPL triplicó sus apoyos respecto a los anteriores comicios.
En el ámbito municipal, a comienzos de 2023 Luis Mariano Santos anunciaba que se presentaría a las elecciones municipales de su pueblo natal, Cistierna, en mayo de ese año, para optar a la alcaldía, logrando el bastón de mando de Cistierna en las elecciones municipales de 2023, al conseguir UPL la mayoría absoluta, obteniendo 6 de los 11 escaños en liza en el consistorio cisterniego.